# 趙彥韜
赵彦韬，兴州顺政（今陕西省略阳县）人，後蜀、北宋官员。
赵彦韬为兴州義興军裨校。廣政末年，孟昶派遣他与兴国军讨击使孙遇及杨蠲作为间谍到北宋，赵彦韬潜取孟昶与北漢蜡丸帛书以上告宋太祖赵匡胤，言称兩川可取。赵匡胤赦免赵彦韬、孙遇、杨蠲，舉兵西讨，以赵彦韬为向导。攻克兴州，以赵彦韬为兴州马步军都指挥使。后蜀灭亡，担任兴州刺史，改任澧州。赵彦韬性情凶恶，所为不法，部民有诉被盗劫财物，调查后发觉不实，赵彦韬亲手杀他，挖出其心肝。百姓到京师诉冤，宋太祖大怒，令杖配蔡州。